# 勇士之日
《勇士之日》（或稱為）是一部1996年美國動作冒險片，Triple B系列電影的第11部作品，由安迪·西達里斯編導，茱莉·史特蘭、茱莉·K·史密斯和雪伊·馬克斯主演。故事講述特務機構「LETHAL」（Legion to Ensure Total Harmony and Law，確保和諧與法律軍團）的電腦資料庫遭到犯罪主謀「勇士」（Warrior）入侵，導致旗下臥底一一曝光，LETHAL的特務們展開行動。
《重返野蠻灘》1996年在美國上映，續集為1998年的《重返野蠻灘》。米爾溪娛樂（Mill Creek Entertainment）2011年發行了DVD，2020年發行藍光。

## 劇情
特務機構「LETHAL」（Legion to Ensure Total Harmony and Law，確保和諧與法律軍團）的內勤探員「老虎」發現電腦資料庫遭到入侵，並報告給指揮官薇洛·布萊克；他們推測是犯罪主謀「勇士」所為，機密外洩將導致機構的四名探員曝光。老虎相隔兩年開始出外勤，並找上位於達拉斯的泰勒探員搭檔，他們還得找到特務「奧斯汀醫生」、「蠍子」和「鯊魚」，而「眼鏡蛇」則在比佛利山偽裝成脫衣舞孃，醫生臥底於勇士手下曼努埃爾身旁。
薇洛找上偽裝成拉斯維加斯賭場歌手的傅協助，同時透露勇士是金牌摔角選手，後來效力於中情局（CIA），但被CIA解雇後利用資源建立黑市網路，得以走私各種藝術品，並將業務範圍擴展至盜版色情片；鯊魚和蠍子已滲透了其色情業。與此同時，勇士招募了衝浪手兼殺手JP和查茲來對付LETHAL探員，後兩人聯絡了蠍子和鯊魚。薇洛發出警報聯絡眼鏡蛇，眼鏡蛇同時殺死了接近自己的殺手。醫生的臥底身份曝光，但被泰勒及老虎及時搭救。
JP和查茲同意讓蠍子和鯊魚拍攝色情片，但蠍子和鯊魚中了計而遭到JP和查茲伏擊，直到薇洛與傅前來支援，讓敵人急忙逃跑，蠍子和鯊魚受傷送往醫院。在達拉斯基地，LETHAL探員們與上司喬丹爭論，懷疑喬丹或副手迪特里希可能是叛徒。薇洛與傅之後被JP和查茲捉住並帶到勇士面前，勇士透露自己將離開美國，前往南美；泰勒、醫生、老虎和眼鏡蛇察覺薇洛和傅遲遲沒回來，於是前往勇士的一秘密據點——湖邊小屋。迪特里希槍擊了喬丹，顯露出自己是內鬼的身份，之後從曼努埃爾那取得酬勞，之後與曼努埃爾的同夥凱姆合作殺死了曼努埃爾；原來，曼努埃爾私下偷竊了勇士的藝術品。
在湖邊小屋，迪特里希和凱姆等人正在搬運藝術品；LETHAL探員們制伏了JP、查茲、迪特里希和凱姆。在擂台上，薇洛與傅擊敗了勇士。在得知鯊魚和蠍子將出院後，任務成功的LETHAL一行人舉杯慶祝。

## 演員
- 茱莉·史特蘭飾演薇洛·布萊克（Willow Black）
- 茱莉·K·史密斯（英语：Julie K. Smith）飾演眼鏡蛇（Cobra）
- 雪伊·馬克斯（英语：Shae Marks）飾演老虎（Tiger）
- 馬克斯·貝格韋爾（英语：Buff Bagwell）飾演勇士（Warrior）
- 凱文·萊特（Kevin Light）飾演奧斯汀醫生（Doc Austin）
- 克里斯蒂安·勒特里爾（Cristian Letelier）飾演J·泰勒·沃德（J. Tyler Ward）
- 羅德里哥·奧布瑞貢（Rodrigo Obregón）飾演曼努埃爾（Manuel）
- 蕾伊·霍利特（英语：Raye Hollitt）飾演凱姆（Kym）
- 傑拉德·奧克姆拉（英语：Gerald Okamura）飾演傅（Fu）
- 賈斯汀·梅爾維（英语：Justin Melvey）飾演喬丹（Jordan）
- 理查·坎西諾（英语：Richard Cansino）飾演JP（J.P.）
- 卡西迪·菲利普斯（Cassidy Phillips）飾演查茲（Chaz）
- 塔米·帕克斯（Tammy Parks）飾演蠍子（Scorpion）
- 達倫·懷斯（Darren Wise）飾演鯊魚（Shark）
- 泰德·普里爾（英语：Ted Prior (actor)）飾演迪特里希（Dietrich）
- 凯文·伊斯特曼飾演哈利（Harry）

## 外部連結
- 互联网电影数据库（IMDb）上《勇士之日》的资料（英文）